# نصف‌النهار ۱۳۰ درجه غربی
نصف‌النهار ۱۳۰ درجه غربی ۱۳۰مین نصف‌النهار غربی از گرینویچ است که از لحاظ زمانی ۸ساعت و ۴۰دقیقه با گرینویچ اختلاف زمانی دارد.
این نصف‌النهار از قطب شمال شروع و از مناطق زیر گذشته و به قطب جنوب ختم می‌شود.
- کانادا
- اقیانوس آرام